# Trapoklovo, Sliven
Trapoklovo (în bulgară Трапоклово) este un sat în comuna Sliven, regiunea Sliven,  Bulgaria. 

## Demografie
Componența etnică a satului Trapoklovo
     Bulgari (60,19%)
     Romi (32,85%)
     Nicio identificare (6,95%)
     Altele (0,95%)
La recensământul din 2011, populația satului Trapoklovo era de 417 locuitori. Din punct de vedere etnic, majoritatea locuitorilor (60,19%) erau bulgari, cu o minoritate de romi (32,85%). Pentru 6,95% din locuitori nu este cunoscută apartenența etnică.